# Округ Пелхримов
Округ Пелхримов (чеш. Okres Pelhřimov) је округ у крају Височина, у Чешкој Републици. Административно средиште округа је град Пелхримов.

## Становништво
Према подацима о броју становника из 2012. године округ је имао 72.460 становника.